# Suonenjoki
Suonenjoki je město a obec v provincii Severní Savo ve Finsku. Počet obyvatel obce je 7 138 (2019), rozloha 862,34 km² (z toho 713,55 km² připadá na moře a 148,78 km² na vnitrozemské vodní plochy). Hustota zalidnění je pak 10 obyv./km². Obec je finskojazyčná. Kuopio, město Finsko a hlavní město Severní Savonie, se nachází 50 km severovýchodně od Suonenjoki.

## Vesnice
Město Suonenjoki tvoří tyto vesnice: Herrala, Hulkkola, Jauhomäki, Karkkola, Kukkola, Kutumäki, Kutunkylä, Kuvansi, Käpylä, Kärkkäälä, Lempyy, Liedemäki, Luukkola, Lyytilänmäki, Markkala, Nuutila, Piispalanmäki, Pörölänmäki, Rajalanniemi, Rieponlahti, Sydänmaa, Toholahti, Tyyrinmäki, Vauhkola, Vehvilä, Viippero, Jalkala, Karsikonmäki, Suontee, Suihkola, Kolikkoinmäki, Kinnula

## Osobnosti
- Kari Tapio – finský zpěvák
- Iiro Pakarinen – finský hokejista
- Rakel Liekki – finská novinářka na volné noze, spisovatelka, režisérka, producentka a bývalá pornoherečka